# جوني باس
جوني باس (بالإنجليزية: Johnny Buss)‏ هو مسير رياضي أمريكي، ولد في 18 أكتوبر 1956 في مقاطعة لوس أنجلوس في الولايات المتحدة.